# Schloss Binningen
Schloss Binningen är ett slott i Schweiz. Det ligger i distriktet Bezirk Arlesheim och kantonen Basel-Landschaft, i den nordvästra delen av landet.
Närmaste större samhälle är Basel, 2,4 km norr om Schloss Binningen. 
I omgivningarna runt Schloss Binningen finns främst tät bebyggelse.